# Gombe (stato)
Il Gombe è uno dei 36 stati della Nigeria, situato a nord-est della Nigeria con capitale la città omonima di Gombe. Fu creato nel 1996 da una parte dello Stato di Bauchi dal governo militare di Sani Abacha.

## Local Government Area
Lo stato di Gombe è suddiviso in undici aree a governo locale (local government area):
- Akko
- Balanga
- Billiri
- Dukku
- Funakaye
- Gombe
- Kaltungo
- Kwami
- Nafada
- Shongom
- Yamaltu/Deba